# Solanum weddellii
Solanum weddellii là loài thực vật có hoa trong họ Cà. Loài này được Phil. miêu tả khoa học đầu tiên.